# Christiane Schmidtmer
Christiane Schmidtmer (* 24. Dezember 1939 in Mannheim; † 13. März 2003 in Heidelberg) war eine deutsche Schauspielerin und ein Mannequin.

## Leben

### Kindheit und Jugend
Christiane Schmidtmer wurde 1939 in Mannheim geboren und wuchs zunächst dort, später dann in Heidelberg auf. Ihr Vater Jakob Schmidtmer fiel in Russland als Soldat im Zweiten Weltkrieg und galt als vermisst.
Ihre Mutter legte großen Wert auf eine gute Schulbildung und ermöglichte ihr im Alter von 17 Jahren den Besuch der anerkannten St. Giles School in London, wo Christiane Schmidtmer ihr Englisch perfektionieren konnte. Während ihres dortigen Aufenthalts lernte sie einen einflussreichen britischen Adligen aus dem direkten Umfeld des Königshauses kennen, der ihr – gegen sexuelle Gefälligkeiten – den Besuch der königlichen Kunstakademie ermöglichen wollte. Sie packte über Nacht ihre Koffer und kehrte zurück nach Deutschland.
Nach ihrer Rückkehr nach Heidelberg besuchte sie das dortige Hölderlin-Gymnasium, an welchem sie Ende der 50er Jahre ihr Abitur ablegte.

### Frühe Karriere
Gegen den Willen ihrer Mutter – die sich eine Medizinkarriere für ihre Tochter wünschte – zog Christiane Schmidtmer 1959 nach München und begann dort eine zweijährige Schauspielausbildung. Während dieser Zeit trat sie in Nachmittagsvorstellungen für Kinder auf. Nach ihrer Ausbildung hatte sie ab 1961 erste Theaterengagements in Bad Kreuznach und Düsseldorf, unter anderem im Theater an der Berliner Allee in Marc Camolettis Theaterstück Boeing Boeing. 1962 debütierte sie an den Berliner Bühnen in Hermann Moers Der Klinkenputzer.
Erste Film- und Fernseharbeiten folgten ab 1961. Sie debütierte im lange verschollenen Film Geld sofort und spielte danach unter anderem in der Serie Hafenpolizei und der deutsche Fernsehkrimi Ein Todesfall wird vorbereitet. Internationale Bekanntheit erlangte sie erstmals mit dem Flüchtlingsdrama Verspätung in Marienborn von Rolf Hädrich. Während der Dreharbeiten in Berlin und England lernte sie Oscarpreisträger José Ferrer kennen. Zwischen beiden entstand eine sehr enge Freundschaft, die bis zum Tode Ferrers im Jahre 1992 anhielt. José Ferrer war später maßgeblich am Hollywooderfolg Christiane Schmidtmers beteiligt.
Im Jahre 1964 wurden Max Factor Cosmetics auf die junge Schauspielerin aufmerksam und engagierten sie exklusiv als Cover-Model. Nach der Vorstellung auf der New York World’s Fair im selben Jahr und einer Tour durch die Vereinigten Staaten mit Auftritten – unter anderem – in Chicago, Las Vegas und Los Angeles signalisierte Hollywood erstmals Interesse.

### Hollywoodkarriere
José Ferrer empfahl Christiane Schmidtmer daraufhin an Stanley Kramer für seine Produktion von Das Narrenschiff (Ship of Fools). An der Seite von Weltstars wie Vivien Leigh (in ihrer letzten Filmrolle), Simone Signoret, Lee Marvin, Oskar Werner, Heinz Rühmann und José Ferrer spielte sie dessen schöne Geliebte. Der Film gewann später zwei Oscars. Gleichzeitig baten die Columbia Pictures – die den Film produzierten – Christiane Schmidtmer, ihren Namen in einen für Amerikaner leichter auszusprechenden zu ändern. Sie lehnte jedoch ab mit der Begründung, ihre deutschen Fans nicht irritieren zu wollen.
In Deutschland war sie schnell als „Liebesbombe“ bekannt, ein Spitzname, der sie ihre ganze Karriere hindurch begleitete. Auch in den USA nannten die Amerikaner sie in den folgenden Jahren „Love Bomb“. Diesen Spitznamen verdankte sie wohl ihrem Äußeren. Mit ihren langen blonden Haaren, den strahlend blauen Augen und der großen Oberweite – die als der größte natürliche Busen des internationalen Films in die Annalen Hollywoods einging – wurde sie schnell zum Inbegriff des stereotypen deutschen „Fräuleinwunders“. Dies brachte ihr später in Hollywood jedoch nicht nur Vorteile, denn häufig wurde sie in den ihr angebotenen Rollen auf die schöne, blonde Sexbombe reduziert.
Nach ihrem Auftritt in Das Narrenschiff empfahl Stanley Kramer sie an den Produzenten Hal B. Wallis für seine Komödie Boeing-Boeing. Dem deutschen Publikum dürfte Christiane Schmidtmer heute hauptsächlich in der Rolle der schönen, sexy Lufthansa-Stewardess Lise Bruner in Erinnerung sein. In dieser Komödie (nach dem gleichnamigen Theaterstück von Marc Camoletti) spielte sie an der Seite von Tony Curtis, Jerry Lewis und Thelma Ritter eine von drei bezaubernden Stewardessen, von denen sich jede für die einzige Geliebte des in Paris lebenden amerikanischen Playboy Bernard Lawrence hält. Die beiden anderen Stewardessen der Air France und British United wurden von der Französin Dany Saval und der Britin Suzanna Leigh verkörpert. Die Dreharbeiten fanden von Anfang April bis Ende Juni 1965 in Paris statt. Während dieser Zeit war Schmidtmer mit einem Pariser Banker liiert.
Nach ihrer Rückkehr nach Los Angeles traf sie dort im August 1965 im Chateau Marmont Hotel erstmals den polyglotten Sprachlehrer und Verleger Michel Thomas. Die beiden begannen kurze Zeit später eine längere Liebesbeziehung.
Christiane Schmidtmer war am Zenit ihrer Filmkarriere angelangt. In Malibu wurde ein nach ihr benannter Bikini „The Schmidtmer“ verkauft, US-Kritiker bezeichneten sie als den aufregendsten deutschen Import seit Marlene Dietrich und Hal Wallis bot ihr einen Siebenjahresvertrag für seine Filme an und gleichzeitig die weibliche Hauptrolle in dem Elvis-Presley-Film Südsee-Paradies (Paradise, Hawaiian Style). Sie lehnte jedoch ab und überließ die Rolle Suzanna Leigh, ihrer Filmkollegin aus Boeing-Boeing. Mit Presley hatte sie allerdings einige Jahre später eine Liaison.
Nachdem Schmidtmer im November 1965 vom US-Magazin Modern Man abgelichtet wurde, fotografierte Mario Casilli sie im März 1966 für die US-Ausgabe des Playboy. Ihre Bilder waren zwar sehr erotisch, aber nicht ganz so freizügig wie die anderer Playmates, war doch lediglich ihr halbnackter Oberkörper zu sehen. In den Folgejahren drehte Schmidtmer hauptsächlich für US-Fernsehserien.
1969 kehrte sie nach Deutschland zurück, um in der Roy-Black-Kinokomödie Unser Doktor ist der Beste mitzuwirken. 1971 wurde sie dann zur Kultfilm-Queen durch ihre Mitwirkung in dem Low-Budget-Kinofilm The Big Doll House, in dem sie eine geheimnisvolle und böse Gefängnisdirektorin spielte. Nach einem weiteren US-Fernsehfilm (Scream Pretty Peggy) an der Seite von Bette Davis wandte sich Christiane Schmidtmer wieder vermehrt dem Theater zu und übernahm eine Rolle in der Komödie Wie wär's denn, Mrs. Markham von Ray Cooney.
Neben Film- und Fernseharbeiten trat Christiane Schmidtmer während der späten 1970er Jahre vermehrt in US-Talkshows auf. Häufig war sie beispielsweise in der Tonight Show von Johnny Carson zu Gast. 1980 dann veröffentlichte sie unter dem Titel Meine wilden Nächte in Hollywood – Ein Filmstar packt aus ihre Autobiographie im deutschen Magazin Neue Revue. Es folgte 1981 ihr letzter Leinwandauftritt, als nymphomanische Klavierlehrerin in Eis am Stiel 3 – Liebeleien. Jedoch war sie noch einige Jahre als Synchronsprecherin tätig, beispielsweise in Indiana Jones und der letzte Kreuzzug 1989.

### Rückzug ins Privatleben
Nach ihrem letzten Filmauftritt wurde es still um Christiane Schmidtmer, die zurückgezogen, abwechselnd in den USA und Heidelberg lebte. Lediglich für den Tierschutz engagierte sie sich noch in der Öffentlichkeit. Anfang der 90er Jahre war sie als Immobilienmaklerin in Südkalifornien tätig und machte mit dieser Tätigkeit Millionenumsätze. 1994 wurde ihr Apartment in Los Angeles durch ein Feuer vollständig zerstört. Sämtliche Demobänder und viele Erinnerungsstücke aus Hollywood fielen den Flammen zum Opfer. In den Folgejahren steckte sie viel Zeit und Energie in die Wiederbeschaffung ihrer Sammlung. Im Jahre 1995 gab sie erstmals nach ihrem Rückzug aus dem Filmgeschäft ein letztes großes Interview für die Zeitschrift Glamour Girls: Then and Now.
Kurze Zeit danach zog Christiane Schmidtmer wieder fest nach Heidelberg, um dort mit ihrer zwischenzeitlich verwitweten Mutter zu leben. Ihr eigener Gesundheitszustand verschlechterte sich während dieser Zeit.
Bei einem Unfall während eines Spaziergangs mit ihrem Hund zog sich Schmidtmer schwere Arm- und Schulterverletzungen zu, welche anschließend große Operationen über ein ganzes Jahr erforderten. Am 13. März 2003 starb – die mittlerweile körperlich stark geschwächte – Christiane Schmidtmer 63-jährig in ihrem Elternhaus in Heidelberg. 
Teile ihrer Sammlung von Hollywooderinnerungen überließ sie dem Deutschen Filmmuseum in Frankfurt am Main. Den Großteil ihres Nachlasses verwaltet seit dem Tode ihrer Mutter im Januar 2016 ihr Biograf Dirk Berger. Sie wurde im Familiengrab auf dem Friedhof Handschuhsheim in Heidelberg beigesetzt.

## Filmografie
- 1961: Geld sofort [erstaufgeführt 2015]
- 1963: Ein Todesfall wird vorbereitet
- 1963: Verspätung in Marienborn
- 1963: Hafenpolizei (Fernsehserie, Folge „Der chinesische Koch“)
- 1964: Fanny Hill
- 1964: Sechs Stunden Angst
- 1965: DM-Killer
- 1965: Keine Angst vor der Hölle
- 1965: Das Narrenschiff (Ship of Fools)
- 1965: Boeing-Boeing
- 1966: The Last Man (Serie Blue Light)
- 1966: Verrückter Wilder Westen (The Wild Wild West)
- 1966: Fortress Wiesbaden (Serie 12 O’Clock High)
- 1966: I Deal in Danger
- 1968: Ein Käfig voller Helden (Serie, 1 Folge)
- 1969: Unser Doktor ist der Beste
- 1970: Little David (Serie The Most Deadly Game)
- 1971: The Big Doll House
- 1973: Scream, Pretty Peggy
- 1974: Giganten am Himmel (Airport 1975)
- 1974: Countdown: Part 1 (Serie Police Story)
- 1975: The Specialist
- 1975: Angriff der Riesenspinne (The Giant Spider Invasion)
- 1976: Officer Dooly (Serie Police Story)
- 1977: Wonder Woman (Serie, 1 Folge)
- 1978: Star Struck
- 1979: Ein Traumhaus für zwei (Half a House)
- 1981: Eis am Stiel 3 – Liebeleien